# Вольфґанґ Шлютер
Вольфґанґ Шлютер ( нім. Wolfgang Heinrich Julius Schlüter; 1848 - 1919) - німецький учений-германіст; викладач та бібліотекар Дерптського університету.

## Біографія
Народився 9 серпня 1848 року в Ганновері. У 1867 - 1868 pp. вивчав філологію в Гейдельберзькому університеті, в 1868 - 1869 р.р. - У Геттінгенському університеті і в 1869 - 1870 рр.. - У Дерптському університеті . Після участі у франко-прусській війні 1870 - 1871 років він займався у свого двоюрідного брата Лео Мейєра в Дерпті і склав іспити на звання старшого вчителя в Геттінгені в 1873 році. У 1873 - 1874 роках працював учителем у Клаустале  ; 1874 року він отримав у Геттінгенському університеті докторський ступінь.
У 1874-1877 роках був хранителем університетської бібліотеки в Гейдельберзі. З 1877 працював у Дерпті: спочатку був старшим викладачем у Дерптській гімназії (до 1885), з 1882 - помічником бібліотекаря університетської бібліотеки, з 1888 по 1909 роки - бібліотекар. У 1892 році він став магістром порівняльного мовознавства і з 1893 року викладав як приват-доцент на кафедрі германістики Дерптського університету.
1878 одружився з Габрієлі Меєр, в шлюбі мали дочку Ф. Е. Меєр.
З 1899 до 1912 року був президентом Вченого естонського товариства при Дерптському університеті. З 1905 - член-кореспондент Курляндського товариства літератури та мистецтва, з 1909 - член Естонського літературного товариства, з 1912 - член Королівської академії нідерландської мови та літератури .
У 1914 році повернувся до Німеччини. Де з 1918 знову був бібліотекарем Дерптської університетської бібліотеки.
Помер 14 січня 1919 року в Кенігсберзі .

## Твори
- Die Nowgoroder Schra in Sieben Fassungen vom XIII. bis zum XVII. Jahrhundert. - Dorpat, 1911.
- Heinrich Bulte [1] Zur Geschichte der Universität Dorpat // Deutsche Rundschau. Bd. 170. - März 1917. - S. 358-374.

Також йому належать різні твори з балтійської географії та історії.